# 알츠하이머병

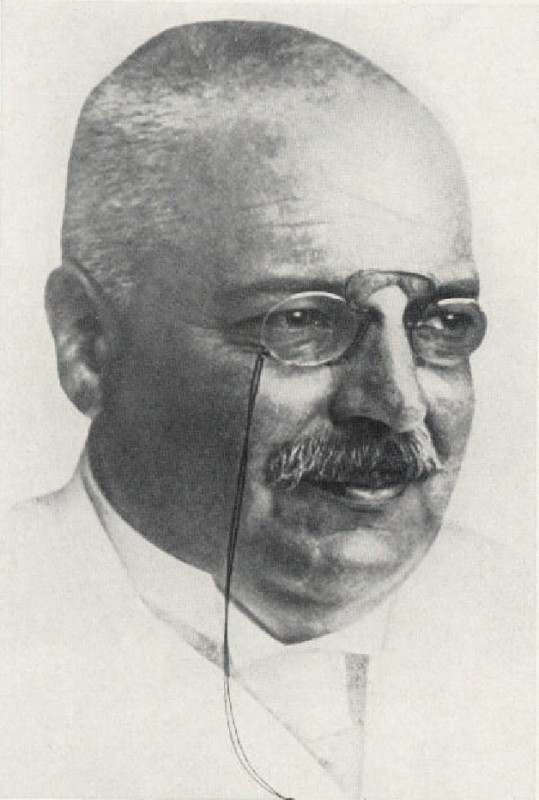
알츠하이머병을 발견한 알로이스 알츠하이머(Alois Alzheimer)

알츠하이머병(영어: Alzheimer's disease, AD 또는 Alzheimer's)은 치매의 가장 흔한 형태이며 75%의 치매 환자가 알츠하이머병이다. 현대 의학에서는 치료가 전혀 불가능한 질병으로, 시간이 지날수록 증상이 악화되며 결과적으로 죽음에 이른다. 1906년 독일의 정신건강의학과 의사인 알로이스 알츠하이머(Alois Alzheimer)에 의해 알려졌다.
거슬러 올라가면 미국의 40대 대통령을 역임했던 로널드 레이건(1981년 1월 20일~1989년 1월 20일·7년·2,556일), 1982년 노벨 문학상 수상 작가 가브리엘 가르시아 마르케스(콜롬비아), 영국 최초의 여성 총리를 역임했던 마거릿 대처(1979년 5월 4일~1990년 11월 28일·11년 6개월 24일·4,226일) 등의 유명 인사들도 알츠하이머로 고생하다 유명을 달리하였다.
알츠하이머병의 원인은 제대로 알려지지 않았다. 70%정도는 유전적인 요인에 의해 발병하였다. 다른 원인으로는 두부 손상, 우울증, 고혈압 등이 있다.
1. 일부 치료는 증상을 일시적으로 개선 할 수 있지만 증상을 멈추거나 진행을 역전시킬 수는 없다.[10]환자는 다른 사람들에게 도움을 받기 위해 점점 더 의존하며 종종 간병인에게 부담을 준다. 그 부담은 사회적, 심리적, 물리적, 경제적 요소를 포함할 수 있다. 운동 프로그램을 통해 일상생활에 도움이 되며 잠재적 성과를 향상시킬 수 있다. 치매로 인한 행동문제 또는 정신병은 항정신병약으로 치료가 되지만 조기 사망의 위험이 있을 경우 약물 치료를 권장하지 않는다.

대부분의 경우 알츠하이머병은 65세가 넘어 발병하지만, 드물게 그 이전에 발병할 수 있다. 미국에서는 65~74세 인구의 약 3%, 75~84세 인구의 약 19%, 85세 이상 인구의 50%가 이 병을 앓고 있다. 국내에서 최근 한 농촌 지역을 중심으로 한 연구 보고에 의하면, 60세 이상의 인구에서 약 21%가 치매 양상을 보이고, 이 중 63%가 알츠하이머형 치매인 것으로 보고되고 있다. 2006년 기준, 전 세계 2,660만 명이 가진 질병이다. 2050년에는 85명중 1명꼴로 발병할 것으로 예측된다.

## 증상
1. 질병의 특성은 개개인마다 다르게 나타나지만 일부 공통적인 증상을 가진다.[11]초기증상은 노화에 의한 단순한 증상이나 스트레스에 의한 증상으로 오해되는 경향이 있다. 발병 초기에는 이름·날짜·장소와 같은 것들이 기억에서 사라지는 공통된 단기 기억 상실을 겪는다. 질병이 악화되면, 혼란, 격한 행동, 조울증, 언어장애, 장기기억상실 등의 증상이 나타난다. 결과적으로 신체기능이 상실되고, 죽음에 이른다. 개개인마다 증상이 다르기 때문에 질병이 어떻게 영향을 미칠지 예측하는 것은 어렵다. 알츠하이머병이 의심되면 보통 생각하거나 행동하는 능력을 검사하는 진단이 행해지고 가능한경우 뇌검사가 이루어진다. 하지만 정확한 진단을 위해서는 뇌신경에 대한 조사가 필요하다. 알츠하이머병이 발병해도 완전히 확인될때까지는 보통 많은 시간이 소요되어, 진단이 내려지지 않은 채로 수년간 병이 진행될 수 있다. 발병할 경우 평균 기대 수명은 7년이며 3%미만이 진단 이후 14년을 넘긴다.

알츠하이머병은 신경변성 질환으로 분류된다. 질병의 발병 원인은 완전히 이해되지 않은 상태이며 아밀로이드 플라크가 정상 알츠하이머 단백질을 변형시켜 플라크 덩어리를 형성해 고유기능을 잃어버리게 하는 것으로 추정된다. 조직병리학적으로는 뇌의 전반적인 위축, 뇌실의 확장, 신경섬유의 다발성 병변과 초로성 반점 등의 특징을 보인다.
질병은 네개의 단계로 나누어져 인지적 기능적장애가 나타나게 된다

#### 치매전
첫 번째 증상은 흔히 노화나 스트레스로 잘못 해석된다.세부적인 신경심리학적 테스트는 사람이 AD 진단에 대한 임상 기준을 충족하기 최대 8년 전에 가벼운 인지적 장애를 드러낼 수 있다.이러한 초기 증상은 일상생활의 가장 복잡한 활동에 영향을 미칠 수 있다. 가장 눈에 띄는 적자는 단기 기억상실이며, 이는 최근에 배운 사실을 기억하기 어렵고 새로운 정보를 얻을 수 없는 것으로 나타난다.
주의력, 계획, 유연성, 추상적 사고의 실행 기능이나 의미 기억력(의미 기억, 개념 관계)의 장애에 대한 문제도 AD의 초기 단계에 대한 징후가 될 수 있다. 무관심은 이 단계에서 관찰할 수 있으며, 병의 진행 과정 내내 가장 끈질긴 신경정신적 증상으로 남아 있다.우울증 증상, 자극성, 미묘한 기억력 장애에 대한 인식 저하 등도 일반적이다. 그 병의 전 단계도 경미한 인지장애(MCI)라고 불렀다.이것은 흔히 정상적인 노화와 치매 사이의 과도기적인 단계로 나타난다. MCI는 다양한 증상을 나타낼 수 있으며, 기억 상실이 지배적인 증상일 때는 "아마추어 MCI"라고 불리며, 알츠하이머병의 전 단계로 자주 나타난다.

#### 초기
AD를 앓고 있는 사람들에게서, 학습과 기억력의 손상이 증가하면 결국 결정적인 진단을 받게 된다. 적은 비율에서 언어, 실행 기능, 인식(agnosia) 또는 동작의 실행(apraxia)의 어려움이 기억력 문제보다 더 두드러진다.AD가 모든 메모리 용량에 동일하게 영향을 미치지는 않는다. 그 사람의 삶에 대한 오래된 기억(증상 기억), 배운 사실(세상 기억), 암묵적 기억(포크를 사용하여 음식을 먹거나 잔에서 술을 마시는 방법 등)은 새로운 사실이나 기억보다 덜 영향을 받는다.
언어 문제는 주로 어휘의 감소와 단어 유창성의 감소로 특징지어지며, 구어와 문어의 일반적인 빈곤으로 이어진다. 이 단계에서 알츠하이머를 앓고 있는 사람은 대개 기본적인 생각을 적절하게 전달할 수 있다. 쓰기, 그리기 또는 드레싱과 같은 미세한 운동 작업을 수행하는 동안, 어떤 움직임의 조정과 계획상의 어려움(apraxia)이 있을 수 있지만, 일반적으로는 눈에 띄지 않는다.질병이 진행됨에 따라 AD를 가진 사람들은 종종 독립적으로 많은 업무를 계속 수행할 수 있지만, 가장 인지적으로 까다로운 활동을 하는 데 도움이나 감독이 필요할 수 있다.

#### 중간
점진적 악화는 결국 독립성을 저해하고, 피험자는 일상 생활의 가장 일반적인 활동을 수행할 수 없게 된다. 어휘를 회수하지 못해 언어장애가 뚜렷해지고, 이로 인해 잘못된 단어 대체(파라파시아스)가 빈번하게 발생한다. 읽기와 쓰기 능력도 점차 상실된다. 복잡한 모터 시퀀스는 시간이 경과하고 AD가 진행됨에 따라 조정이 잘 되지 않기 때문에 떨어질 위험이 커진다. 이 단계에서는 기억력 문제가 악화되어 가까운 친척을 인식하지 못할 수 있다. 이전에는 온전했던 장기기억이 손상된다.
행동과 신경정신적 변화가 더욱 만연하다. 일반적인 징후는 방황, 자극성 및 노발한 영향이며, 울음, 의도하지 않은 공격성의 폭발 또는 근심걱정에 대한 저항으로 이어진다. 해질도 나타날 수 있다.AD를 가진 사람의 약 30%는 착각 오인 및 기타 망상 증상을 일으킨다. 피험자는 또한 자신의 질병 과정과 한계(무인지증)에 대한 통찰력을 잃는다.요실금이 생길 수 있다.이러한 증상은 친족과 보호자에게 스트레스를 유발하며, 가정요양시설에서 다른 장기요양시설로 사람을 이동시킴으로써 이를 줄일 수 있다.

#### 후기
마지막 단계에서 환자는 완전히 간병인에게 의존한다. 언어는 단순한 구절이나 심지어 단어로도 축소되어 결국 완전한 말실수로 이어진다. 언어 능력 상실에도 사람들은 종종 감정적인 신호를 이해하고 되돌려 줄 수 있다. 비록 공격성은 여전히 존재할 수 있지만, 극단적인 무관심과 탈진은 훨씬 더 흔한 증상이다. 알츠하이머병을 앓는 사람들은 결국 가장 간단한 일조차도 독립적으로 수행할 수 없을 것이다; 근육량과 이동성은 그들이 누워 있고 스스로 먹을 수 없을 정도로 악화된다. 사인은 보통 압력궤양이나 폐렴 같은 외부 요인이지 질병 자체가 아니다.

## 원인

#### 유전적원인
쌍둥이와 가족 연구의 리뷰를 바탕으로 한 알츠하이머 병의 유전적 유산성은 49%에서 79%까지 다양하다.사례의 약 0.1%는 65세 이전에 발병하는 상염색체(성연관성이 아닌) 지배적 유전이다.이 병의 형태는 초기 가족 알츠하이머 병이라고 알려져 있다. 대부분의 상염색체 지배적 가족 AD는 세 개의 유전자 중 하나인 아밀로이드 전구 단백질과 프레세닐린 1과 2의 돌연변이에 기인할 수 있다.APP와 프리세닐린 유전자의 대부분의 돌연변이는 노망 플라크의 주요 성분인 Aβ42라는 작은 단백질의 생성을 증가시킨다.일부 돌연변이는 Aβ42 수준을 증가시키지 않고 Aβ42와 다른 주요 형태(특히 Aβ40) 사이의 비율을 변경시킬 뿐이다. 상염색체 우성 알츠하이머병과 관련된 다른 두 유전자는 ABCA7과 SORL1이다.
대부분의 알츠하이머 질환은 상염색체 지배적 유산을 나타내지 않으며 환경적, 유전적 차이가 위험 요인으로 작용할 수 있는 산발적 AD라고 불린다. 가장 잘 알려진 유전적 위험 인자는 아폴리포테닌 E(APOE)의 ε4알렐레의 유전이다. AD를 가진 사람들의 40-80%는 적어도 하나의 APOEε4를 가지고 있다.[ APOEε4 alle은 이질병에서 3배, 호몰고에서 15배까지 질병의 위험을 증가시킨다. 많은 인간의 질병과 마찬가지로 환경 영향과 유전자 수식어도 불완전한 침투성을 초래한다. 예를 들어, 특정 나이지리아 인구는 다른 인구에서 볼 수 있는 알츠하이머 질병의 발생률 또는 발생 연령을 나타내지 않는다. 후발성 산발성 AD(LOAD)와의 연관성을 위해 후보 유전자를 최대 400개까지 선별하려는 초기 시도는 낮은 산출률을 초래했다. 보다 최근의 게놈 전체 연관성 연구(GWAS)는 위험에 영향을 미치는 것으로 보이는 유전자에서 19개 영역을 발견했다.이러한 유전자는 CASS4, CELF1, FERMT2, HLA-DRB5, INPP5D, MEF2C, NME8, PTK2B, SORL1, ZCWPWW1, SlC24A4, CLU, PICALM, CR1, BIN1, MSA47, EPHA1, CD2를 포함한다.AP
TREM2 유전자의 알레르기는 알츠하이머 병에 걸릴 위험이 3배에서 5배 더 높다.제안된 행동 메커니즘은 TREM2의 일부 변형에서는 뇌의 백혈구가 존재하는 베타 아밀로이드 양을 더 이상 제어할 수 없다는 것이다. 많은 SNP들은 기억력, 언어, 비공간적, 행정적 기능을 포함한 6가지 범주로 AD를 구분하여 30개의 SNP를 추가하는 2018년 연구와 함께 알츠하이머병과 연관되어 있다.

#### Chonlinergic 가설
가장 오래된 가설은 현재 이용 가능한 약물 요법의 기초가 되는 것으로, AD가 신경전달물질 아세틸콜린의 합성이 감소하여 생긴다고 주장하는 콜리네르크 가설이다. 콜리네르기 가설은 아세틸콜린 결핍을 치료하기 위한 약물이 그다지 효과적이지 않았기 때문에 광범위한 지지를 유지하지 못하고 있다..

#### Amyloid 가설
1991년 아밀로이드 가설은 세포외 아밀로이드 베타(Aβ) 침전물이 질병의 근본적인 원인이라고 가정했다. 이 가정에 대한 지지는 추가 유전자 사본을 가진 삼종증후군(Down Syndrome)을 가진 사람들이 최소한 40세까지 AD의 가장 초기 증상을 보이는 것과 함께, 염색체 21의 아밀로이드 전구단백질(APP)에 대한 유전자 위치로부터 얻어진다. 또한, 아폴리포프로테인의 특정 이형태인 APOE4는 AD의 주요 유전적 위험 요인이다. 아폴리포 단백질은 베타 아밀로이드의 분해를 강화하지만, 일부 이소포형은 이 과제(APOE4)에 그다지 효과적이지 못하여 뇌에 아밀로이드가 과도하게 축적된다. 추가적인 증거는 인간 APP 유전자의 돌연변이 형태를 나타내는 유전자 변형 생쥐가 공간 학습 결함을 가진 섬유질 아밀로이드 플라크와 알츠하이머와 같은 뇌 병리학을 발달시킨다는 발견에서 나온다.
초기 인체실험에서 아밀로이드 플라그를 제거하는 실험용 백신이 발견됐지만 치매에 큰 영향을 미치지 못했다. 연구자들은 비플라그 Aβ 과점제(많은 단량체의 집합체)를 1차 병원성 형태의 Aβ로 의심하게 되었다. 아밀로이드 유도 분산 인대(ADDLs)라고도 불리는 이 독성 과립자들은 뉴런의 표면 수용체와 결합하여 시냅스의 구조를 변화시켜 뉴런 통신을 방해한다.Aβ 과점자를 위한 수용체 중 하나는 프리온 단백질일 수 있는데, 프리온 단백질은 광우병과 관련 인간 조건인 크로이츠펠트-야콥병과 연관되어 있으며, 따라서 이러한 신경퇴행성 질환의 근본적인 메커니즘을 알츠하이머병과 연결시킬 가능성이 있다.
2009년에는 이 이론이 갱신되어 베타-아밀로이드 단백질, 반드시 베타-아밀로이드 자체는 아닌 가까운 친척이 이 병의 주범일 수 있음을 시사했다. 이 이론은 초기 생의 빠른 성장 단계에서 뇌의 신경 연결을 자르는 아밀로이드 관련 메커니즘이 후기 생의 노화 관련 과정에 의해 유발되어 알츠하이머병의 신경 시들기를 유발할 수 있다고 주장한다. N-APP는 펩타이드의 N-단자에서 나온 APP의 파편이며, 베타-아밀로이드에 인접해 있으며, 동일한 효소 중 하나에 의해 APP에서 분리된다. N-APP는 죽음의 수용체 6(DR6, 일명 TNFRSF21)이라고 하는 신경수용체에 결합함으로써 자폭 경로를 트리거한다.DR6은 알츠하이머에 가장 많이 영향을 받는 인간의 뇌 영역에서 크게 표현되므로, N-APP/DR6 경로가 노화뇌에서 납치되어 손상을 일으킬 가능성이 있다. 이 모델에서 베타아밀로이드는 시냅스 기능을 떨어뜨림으로써 보완적인 역할을 한다.

#### Tau 가설
타우 가설은 타우 단백질 이상이 질병의 계단식 진행을 시작한다고 주장한다. 이 모델에서, 초인산화 타우는 타우의 다른 실과 짝을 이루기 시작한다. 결국 신경세포 몸 안에서 신경정맥이 형성된다. 이런 일이 일어나면 미세관(micro tube)이 분해되고 세포의 세포골격 구조가 파괴되어 뉴런의 운반체계가 붕괴된다. 이것은 처음에는 뉴런 사이의 생화학적 의사소통에 오작동을 일으키고 나중에는 세포가 사망할 수도 있다.

#### 그 외의 가설
염증적 가설은 AD가 뇌에서 자충수적인 진행성 염증으로 인해 발생하여 신경쇠약 발생으로 최고조에 이른다는 것이다만성 치주염과 장내 미생물오타(microbiota)의 가능한 역할이 제안되었다.
혈액-두뇌 장벽의 기능 저하가 관련될 수 있다는 신경혈관 가설이 제안되었다. 척추염도 치매와 연관되어 있다.
이온동, 철, 아연과 같은 생체모형의 세포 상원은 이것이 단백질에 의해 생성되는지 또는 단백질 변화를 일으키는지 불분명하지만 AD에서 붕괴된다. 이러한 이온들은 타우, APP, APOE에 영향을 받고,그 이상규제는 병리학에 기여할 수 있는 산화적 스트레스를 유발할 수 있다.이러한 연구의 일부 품질에 대한 비판이 제기되었으며연계는 여전히 논란의 여지가 있다.대부분의 연구자들은 알루미늄과의 인과관계를 지지하지 않는다.
흡연은 중요한 AD 위험 요인이다.선천성 면역체계의 체계적 표지는 후기 AD의 위험요소다.
대기 오염에 노출되는 것이 알츠하이머 병 발병의 원인이 될 수 있다는 잠정적인 증거가 있다.
한 가설은 노화 중에 과립선드로시테와 그 관련 미엘린의 기능 부전이 축전 손상에 기여하고, 그 후 아밀로이드 생산과 타우 초인산화를 부작용으로 일으킨다고 가정한다.
퇴행성(Retrogenises)은 1980년대에 배리 리스버그가 제안한 알츠하이머 병의 발전과 진행에 대한 의학적 가설이다.그 가설은 태아가 신경계발 과정을 거쳐서 뉴런으로 시작해서 근위축으로 끝나는 것처럼 AD를 가진 사람들의 뇌는 차축과 차축(백색 물질)의 죽음으로 시작하여 회백질의 죽음으로 끝나는 역신경계발달 과정을 거치게 된다는 것이다.마찬가지로, 유아들이 인지 발달의 상태를 거치면서 AD를 가진 사람들은 점진적 인지 장애의 역 과정을 겪게 된다는 가설도 있다. Reisberg는 AD를 가진 사람들을 돌보는 사람들이 질병 진행 단계를 식별하고 각 단계에서 필요한 치료의 종류에 대한 조언을 제공하는 "FAST"(기능 평가 준비 도구)라고 알려진 보호 평가 도구를 개발했다.
2019년 연구에서는 CD를 가지고 있는 사람들 전체에서 치매의 증가가 없는 반면, 2018년 리뷰에서는 AD를 포함한 여러 유형의 치매와의 연관성을 발견했다.
이처럼 여러 가설들이 존재하며 구체적인 매커니즘으로 가설을 세운다면 다음과 같다.
1) 나이 증가 및 AD환자에서 세포결합 느슨 / 맥락총 을 통한 lymphocyte의 유입 부분
- 인간 중추신경계에도 임파계가 존재하고, 면역세포가 뇌로 유입됨이 증명되었음.
2) 알츠하이머병 뇌 내, microglia M1 및 염증환경을 통한 Ab 침착/신경세포 손상
- 뇌에서 amyloid-β와 tau과 같은 peptide로 인해 염증/면역반응이 일어나며 이로 인해 치매가 유발된다. 뇌에서의 신경 염증 반응에 관여하는 미세아교세포(microglia)는 M1(신경퇴화), M2(신경보호)로 나뉜다. 그 중에 M1형 미세아교세포는 TNF-α, IL-1β와 glutamate와 같은 염증성 인자로 인해 유도되며, 신경퇴화(신경세포 손상)가 진행되게 된다. 반면에 M2형 미세아교세포는 amyloid-β plague형성 억제 및 제거하여 신경보호에 관여하게 된다. 미세아교세포의 표현형은 조절 T 세포로 인해 조절된다. 활성화된 조절 T 세포는 M1형 미세아교세포를 M2형 미세아교세포로 바뀌도록 관여한다.

## 치료
1. 현재 고안된 치료법은 모두 대증요법뿐이다. 질병을 멈출 수 있는 치료법은 없다. 2012년, 알츠하이머병에 영향을 미치는 화합물을 실험하기 위해 1000여건 이상의 임상 치료가 시행되거나 조직되었다. 노인층 환자의 증상의 진행을 늦추기 위해 정신적 자극, 운동, 균형잡힌 식사가 제안되었지만 이의 효과를 입증할 명확한 근거는 없다.[19]
2. 알츠하이머병은 치료될 수 없는 퇴행성 뇌질환이기 때문에, 환자는 다른이에게 점차 의존하게 된다. 질병은 보호자의 삶에 사회적, 생리적, 물리적, 경제적 측면을  포함한 넓은 범위의 부담을 가져온다. 선진국에서 알츠하이며병은 사회적으로 가장 많은 비용이 드는 질환이기도 하다.[20]

노년인구의 증가와 함께 급격히 증가하고 있는 이 질환은 환자 자신과 가족, 그리고 의학적·사회적인 측면에서의 다각적인 접근이 강구되어야 할 질환이다. 유전적 요인으로 볼 때의 원인 염색체는 15번 염색체 이다.

#### 심리적치료
심리적인 개입은 제약 치료의 부속물로 사용되며 행동, 감정, 인지, 자극 중심의 접근방식으로 분류될 수 있다. 효능에 대한 연구는 불가능하며, 대신 치매에 초점을 맞춘 AD에만 한정되는 경우는 드물다.
행동 개입은 문제 행동의 선행 요소와 결과를 식별하고 감소시키려 한다. 이러한 접근방식은 전반적인 기능 향상에 성공하지는 못했지만, 요실금 같은 특정한 문제 행동을 줄이는 데 도움이 될 수 있다. 방황과 같은 다른 행동 문제에서 이러한 기법의 효과에 대한 고품질 데이터가 부족하다. 음악치료는 행동과 심리적인 증상을 줄이는 데 효과적이다.
감성 중심의 개입으로는 추억의 요법, 검증요법, 지원심리치료법, 감각통합법, 스노젤렌이라고도 불리는 시뮬레이션된 존재요법 등이 있다. 코크레인 리뷰는 이것이 효과적이라는 어떤 증거도 찾지 못했다.[지원적 정신요법은 공식적인 과학적 연구를 거의 받지 못했으나, 일부 임상의들은 가벼운 장애가 있는 사람들이 그들의 병에 적응하는 것을 돕는 데 유용하다고 생각한다. 기억치료법(RT)은 사진, 가정용품, 음악 및 음향기록 또는 과거의 친숙한 물품의 도움을 받아 개별적으로 또는 집단적으로 과거의 경험에 대한 논의를 여러 번 포함한다. 2018년 RT의 효과에 대한 검토 결과 효과는 일관성이 없고, 크기가 작고, 임상적 의미가 의심스러우며, 상황에 따라 다르다는 것이 밝혀졌다.] 모의 존재요법(SPT)은 첨부 이론에 근거하여, 알츠하이머 병에 걸린 사람의 가장 가까운 친척의 음성으로 녹음하는 것을 포함한다. SPT가 도전적인 행동을 감소시킬 수 있다는 부분적인 증거가 있다. 마지막으로 검증요법은 타인의 경험에 대한 현실과 개인적 진리의 수용에 기초하고, 감각적 통합은 감각을 자극하기 위한 운동에 기초한다. #이 치료법의 유용성을 뒷받침할 증거가 없다
현실지향과 인지재교육을 포함하는 인지지향적 치료의 목적은 인지결손의 감소다. 현실 지향은 시간, 장소 또는 사람에 대한 정보의 표시에서 그 주변환경과 그 안에 있는 그 사람의 위치에 대한 이해를 용이하게 한다. 반면에, 인지 재훈련은 정신 능력의 발휘에 의해 손상된 능력을 개선하려고 노력한다. 비록 일부 연구에서 이러한 영향은 일시적인 것이고 좌절과 같은 부정적인 영향도 보고되었다.
자극 위주의 치료법에는 예술, 음악, 애완동물 치료법, 운동 그리고 다른 종류의 오락 활동이 포함된다. 자극은 행동, 기분, 그리고 적은 범위에서 기능을 향상시키기 위한 약간의 지지를 가지고 있다. 그럼에도 불구하고 이러한 효과가 중요한 만큼, 자극 요법의 사용에 대한 주된 지지는 그 사람의 일상의 변화다.

#### 약물치료
1. AD의 인지적 문제를 치료하기 위해 현재 5가지 약물이 사용되고 있다: 4가지 약물은 아세틸콜린네스테라아제 억제제(타크린, 리바스티그민, 갈란타민, 도데페질)이고 다른 약물은 NMDA 수용체 길항제다. 그들의 사용으로 얻는 이득은 적다. 어떤 약물도 병의 진행을 지연시키거나 멈추게 하는 것이 명확하게 나타나지 않았다.[22]

콜린저그 뉴런의 활동 감소는 알츠하이머병의 잘 알려진 특징이다.아세틸콜린(Ach)이 분해되는 속도를 줄이기 위해 아세틸콜린에스테라아제 억제제를 채용하여 뇌의 Ach 농도를 높이고 콜린성 뉴런의 사망에 의한 Ach의 상실을 퇴치한다.가벼운 알츠하이머 병에서 중간 정도의 알츠하이머 병에서 이러한 약의 효능에 대한 증거[ 및 고급 단계에서 약의 사용에 대한 몇 가지 증거가 있다.[경미한 인지장애에서 이러한 약물의 사용은 AD의 시작 지연에 아무런 영향을 주지 않았다.가장 흔한 부작용은 메스꺼움과 구토인데, 둘 다 콜리네르기 과잉과 관련이 있다. 이러한 부작용은 약 10-20%의 사용자에서 발생하며, 심각도가 약간에서 중간 정도이며, 의약품 선량을 서서히 조절하여 관리할 수 있다.[ 근육경련, 심장박동수(빈맥) 감소, 식욕과 체중 감소, 위산생성 증가 등이 2차 효과에 미치지 못한다.
글루탐산염은 비록 뇌의 양이 과다하면 글루탐산염 수용체의 과도로 구성된 흥분독성이라는 과정을 통해 세포사망으로 이어질 수 있지만, 신경계의 흥분성 신경전달물질이다. 흥분독성은 알츠하이머병뿐만 아니라 파킨슨병, 다발성 경화증 같은 다른 신경성 질환에서도 발생한다. Memantine은 비경쟁적인 NMDA 수용체 길항제로서 처음 인플루엔자 방지제로 사용된다. NMDA 수용체를 차단하고 글루탐산염에 의한 과욕을 억제하여 글루탐산염 계통에 작용한다.밈틴은 알츠하이머 중증 질환의 치료에 작은 이점이 있는 것으로 나타났다.밈틴으로 보고된 부작용은 환각, 혼란, 현기증, 두통, 피로 등 드물고 온화하다. 밈틴과 도데페실의 조합은 "통계적으로 유의하지만 임상적으로는 한계 효과"인 것으로 나타났다.
비정형 항정신병 약물들은 알츠하이머 병에 걸린 사람들의 공격성과 정신병을 줄이는 데 다소 유용하지만, 그들의 장점은 뇌졸중, 운동 장애 또는 인지 저하와 같은 심각한 부작용에 의해 상쇄된다. 장기간에 사용했을 때, 그들은 증가된 사망률과 관련이 있는 것으로 나타났다.이 집단에서 항정신병 약물 사용을 중단하는 것은 안전해 보인다.
Huperzine A 유망하지만, 그 사용을 권고하기 전에 추가 증거를 요구한다.
2. 세포치료제
지금까지의 알츠하이머병은 약물로 치료하기가 어려웠다. 하지만 세포치료를 통해 알츠하이머병 억제 가능성이 있다는 연구가 여러 문헌들을 통해 밝혀지고 있다.
1) 알츠하이머 뇌 microglia (M1, M2), 염증환경 개선
- 미세아교세포(microglia)는 크게 2가지(M1(신경퇴화), M2(신경보호))로 표현형이 나뉜다. M1형 미세아교세포는 신경퇴화를 유도하는 반면에 M2형 미세아교세포는 amyloid-β plague형성 억제 및 제거하여 신경보호에 관여하게 된다. 미세아교세포를 M1에서 M2로 유도하는 세포로는 대표적으로 조절 T세포이다.
2) 조절 T 세포를 통한 치료가능성
- 미세아교세포의 표현형에 영향을 주는 조절 T세포는 퇴행성 뇌질환 개선에 영향을 주게 된다.

#### 간병
1. 알츠하이머병은 치료법이 없고 점차적으로 사람들이 자신의 필요에 따라 치료할 수 없게 하기 때문에, 간병증은 본질적으로 치료법이며 질병의 경과에 걸쳐 세심하게 관리되어야 한다.[29]

초기 단계와 중간 단계에서는 생활 환경과 라이프스타일에 대한 변경을 통해 환자의 안전을 높이고 보호자의 부담을 줄일 수 있다. 그러한 변경의 예로는 단순화된 일상생활을 고수하는 것, 안전 잠금 장치의 배치, 질병에 걸린 사람이나 수정된 일상 생활 물체의 사용을 나타내는 가구 항목의 라벨 표시 등이 있다.먹는 것이 문제가 되면 음식은 더 작은 조각으로 준비하거나 심지어 퓨레로 만들어야 할 것이다. 삼키는 데 어려움이 발생할 경우 급유관을 사용해야 할 수 있다. 이러한 경우 지속적인 먹이의 의학적 효과와 윤리는 간병인과 가족의 중요한 고려사항이다. AD를 가진 사람이나 그 보호자에게 해를 입히는 것을 방지하기 위해 필요한 상황이 있지만, 신체적 구속의 사용은 병의 어느 단계에서나 거의 표시되지 않는다.
병이 진행됨에 따라 구강과 치아 질환, 압력 궤양, 영양실조, 위생 문제 또는 호흡기, 피부 또는 눈 감염 등 다양한 의학적인 문제가 나타날 수 있다. 신중한 관리는 그들을 예방할 수 있는 반면, 그들이 발생할 때 전문적인 치료가 필요하다. 질병의 마지막 단계에서 치료는 종종 호스피스에게 도움을 받아 죽을 때까지 불편함을 해소하는 데 중점을 둔다.

## 프리온질병과의 유사성
뇌의 정상 프리온단백질이 악성 프리온에 의해 변성되어 기능을 상실하는 매커니즘과 유사하다는 것이 밝혀졌다. 알츠하이머 유전자로부터 알츠하이머 단백질이 생성되는데, 알츠하이머 아밀로이드 플라크가 정상 알츠하이머 단백질을 변성시켜 하나의 큰 녹지 않는 아밀로이드 플라크를 생성한다. 또한 프리온과 알츠하이머 단백질이 같은 염료에 반응한다는 것이 확인되었다. 하지만 프리온과는 다르게 일반적인 조직 주사로 전염이 되지 않는다. 알츠하이머 플라크의 전염성은 보고된바없다.

## 신경병리학
알츠하이머병은 대뇌 피질 및 특정 피질 아래의 영역에서 뉴런과 시냅스의 소실이 특징이다. 이러한 손실은 측두엽, 두정엽과 전두엽 피질과 띠모양의 회전부 (cingulate gyrus) 부분의 변성을 포함한 피해 지역의 총 위축을 가져온다. 변성은 또한 파란색 반점 핵 (locus coeruleus) 같은 뇌간 핵에도 존재한다. MRI와 PET를 이용한 연구는 경도의 인지 장애에서 알츠하이머병으로 진행됨에 따라, 그리고 건강한 노인에서의 비슷한 이미지와 비교할 때 알츠하이머병 환자들에서 특정 뇌 영역의 크기 감소를 보고하고 있다.
아밀로이드 반점들(plaques)과 신경 섬유 엉킴은 알츠하이머병 환자들의 뇌에서 현미경으로 명확하게 볼 수 있다. 반점들은 베타-아밀로이드 펩타이드와 뉴런의 외부나 주위의 세포 물질로 구성된 조밀하고 대부분 불용성인 적체물이다. 엉킴(신경 섬유 엉킴 tangles)은 과인산화된 미세소관-관련 타우(tau) 단백질과 세포 자체의 내부 축적물의 응집체이다. 많은 노인들에게서 노화의 결과로 일부 플라크와 엉킴이 발생하지만, 알츠하이머병 환자의 뇌는 측두엽 같이 특정 뇌 영역에서 더 많은 수가 존재한다. 레비체(Lewy bodies)는 알츠하이머병 환자들의 뇌에서 드물지 않다.

## 생화학
알츠하이머병은 비정상적으로 접힌 베타 아밀로이드 단백질의 반점 축적과 뇌에 있는 타우 단백질로 인한 단백질의 잘못된 접힘 질환 (proteopathy)로 확인되었다. 반점은 베타 아밀로이드 (Aβ)라고 불리는, 길이가 39~43 개의 아미노산인 작은 펩타이드로 구성된다. Aβ는 더 큰 아밀로이드 전구체 단백질 (APP)의 조각이다. APP는 신경 세포의 세포막을 관통하는 막전이 단백질이다. APP는 신경 세포의 성장, 생존 및 손상 후 복구에 매우 중요하다. 알츠하이머병에서, 감마 분비효소(secretase)와 배타분비효소는 함께 단백질 분해과정에 관여하여 APP가 작은 조각으로 나뉘게 한다. 이러한 조각 중 하나는 베타 아밀로이드의 섬유화를 일으키고, 이는 다시 뉴런의 외부에 노인성 반점으로 알려진, 고밀도도 축적된 덩어리를 형성한다.
알츠하이머병은 또한 타우 단백질의 이상 응집에 의한 타우 병증으로 간주된다. 모든 신경 세포는 세포 골격, 즉, 부분적으로 미세 소관이라는 구조물로 만들어진 내부 지지 구조를 가지고 있다. 이 미세 소관은 세포의 몸체에서 영양소와 분자를 안내해서 축삭의 끝까지 그리고 다시 되돌아 오게 하는 트랙과 같은 역할을 한다. 타우라 불리는 단백질은 인산화되었을 때 미세 소관을 안정화시키므로 미세 소관-연관된 단백질이라 불린다. 알츠하이머병에서 타우는 과인산화되는 화학적 변화를 겪게 된다. 그 후 다른 미세 선들과 쌍을 이루기 시작하여 신경 섬유의 엉킴을 만들고 신경전달계를 붕괴시킨다.

## 질병 기전

#### 신경계기전
알츠하이머병은 대뇌피질과 특정 피질 부위의 뉴런과 시냅스의 상실로 특징지어진다. 이러한 손실은 측두엽과 두정엽의 퇴화를 포함한 환부의 총 위축과 전두피질과 치뇨회 일부를 초래한다. 로커스의 응어리와 같은 뇌계핵에도 디제대가 존재한다. MRI와 PET를 이용한 연구는 가벼운 인지 장애에서 알츠하이머 질병으로 진행되면서 AD를 앓고 있는 사람들의 특정 뇌 부위의 크기를 줄이는 것과 건강한 노인들의 비슷한 이미지와 비교한 것을 문서화했다.
아밀로이드 플라크와 신경섬유 접선은 모두 AD에 의해 고통 받는 사람들의 뇌에서 현미경으로 분명히 볼 수 있다. 플라크는 밀도가 높으며, 대부분 베타아밀로이드 펩타이드와 세포 물질이 뉴런 바깥과 주변에 불용성 침전되어 있다. 탱글(Neurofibrary tougle)은 초인산화가 되어 세포 내부에 축적된 마이크로 튜브 관련 단백질 타우의 집합체다. 비록 많은 나이든 사람들이 노화의 결과로 약간의 플라크와 엉킴을 발달시키지만, AD를 가진 사람들의 뇌는 측두엽과 같은 특정 뇌 영역에서 더 많은 수의 뇌를 가지고 있다. 루이스의 몸은 AD를 가진 사람들의 뇌에서 드물지 않다.

#### 생화학
알츠하이머병은 비정상적으로 접힌 아밀로이드 베타 단백질과 타우 단백질의 뇌내 플라그 축적에 의해 발생하는 단백질 오접종 질환(보호병)으로 확인되었다. 플라크는 아밀로이드 베타(Aβ)라고 불리는 길이 39-43의 아미노산으로 이루어져 있다. Aβ는 더 큰 아밀로이드 전구단백질(APP)의 파편이다. APP는 뉴런의 막을 통해 침투하는 트랜스멤브레인 단백질이다. APP는 신경세포의 성장, 생존, 그리고 부상 후 회복에 매우 중요하다. 알츠하이머병에서는 감마 분비물과 베타 분비물이 함께 작용하여 APP가 더 작은 파편으로 나뉘게 된다.이 파편들 중 하나는 아밀로이드 베타의 섬유질 섬유를 발생시키며, 이것은 노망 플라크로 알려진 밀집된 형태로 뉴런 바깥에 침전되는 덩어리를 형성한다.
AD는 또한 타우 단백질의 비정상적인 집합으로 인해 타우파티로 간주된다. 모든 뉴런에는 시토스켈레톤이 있는데, 내부 지지 구조는 부분적으로 마이크로 튜브라고 불리는 구조로 이루어져 있다. 이 미세관들은 트랙과 같이 작용하여 세포의 몸에서 축전지와 등끝으로 영양분과 분자를 인도한다. 타우라는 단백질은 인산염일 때 마이크로 튜브를 안정시키고, 따라서 마이크로 튜브 관련 단백질이라고 불린다. AD에서 타우는 화학적 변화를 겪으며, 초인산화가 된다; 그리고 나서 다른 실과 짝을 이루기 시작하여 신경섬유 엉킴을 만들고 뉴런의 운반 체계를 분해한다.[병변성 타우는 또한 전이 가능한 원소 이질 조절을 통해 신경성 사망을 일으킬 수 있다.

#### 방어기전
정확히 어떻게 베타아밀로이드 펩타이드의 생산과 집계에 장애가 AD의 병리학을 발생시키는지 알 수 없다. 아밀로이드 가설은 전통적으로 베타-아밀로이드 펩타이드의 축적을 뉴런 퇴화를 촉발하는 중심 사건으로 지적한다. 세포의 칼슘 이온 동태성을 방해하는 단백질의 독성 형태라고 여겨지는 집적된 아밀로이드 섬유 섬유의 누적은 프로그램된 세포 사망(apoptosis)을 유발한다. 또한 알츠하이머에 영향을 받은 뇌의 세포에 있는 미토콘드리아에 선택적으로 Aβ가 축적되는 것으로 알려져 있으며, 특정 효소 기능과 뉴런에 의한 포도당 이용을 억제하기도 한다.
다양한 염증 과정과 시토카인 또한 알츠하이머 병의 병리학에 역할을 할 수 있다. 염증은 어떤 질병에서든 조직 손상의 일반적인 표시로 AD의 조직 손상에 이차적인 표시이거나 면역 반응의 표시일 수 있다.뉴런과 뇌의 면역 메커니즘 사이에 강한 상호작용이 있다는 증거가 증가하고 있다. 비만과 전신 염증은 질병 진행을 촉진하는 면역학적 과정을 방해할 수 있다.
다른 신경성 요인의 분포와 뇌에서 유도된 신경성 요인(BDNF)과 같은 수용체 표현에서의 변화는 AD에 설명되어 왔다.

## 같이 보기
- 치매
  - 혈관성 치매
- 두통
  - 아이스크림 두통